# بارگبور
بارگبور (به آلمانی: Bargebur) یک منطقهٔ مسکونی در آلمان است که در نوردن (فریزیای شرقی) واقع شده‌است. بارگبور ۰٫۶۴۸ کیلومتر مربع مساحت دارد.